# Élections sénatoriales de 2020 en Saône-et-Loire
Les élections sénatoriales en Saône-et-Loire ont lieu le dimanche 27 septembre 2020. Elles ont pour but d'élire les sénateurs représentant le département au Sénat pour un mandat de six années.

## Contexte départemental
Lors des élections sénatoriales de 2014 en Saône-et-Loire, trois sénateurs ont été élus selon un mode de scrutin proportionnel.
Depuis, tous les effectifs du collège électoral des grands électeurs ont été renouvelés, avec les élections départementales de 2015, les élections régionales de 2015, les élections législatives de 2017 et les élections municipales de 2020.

## Sénateurs sortants
| Sénateur | Sénateur          | Parti | Fonctions lors de l'élection en 2014 |
| -------- | ----------------- | ----- | ------------------------------------ |
|          | Marie Mercier     | LR    | Maire de Châtenoy-le-Royal           |
|          | Jean-Paul Émorine | DVD   | Sénateur sortant                     |
|          | Jérôme Durain     | PS    | Conseiller régional                  |

## Présentation des listes et des candidats
Les nouveaux représentants sont élus pour une législature de 6 ans au suffrage universel indirect par les 1 679 grands électeurs du département. En Saône-et-Loire, les sénateurs sont élus au scrutin proportionnel plurinominal. Leur nombre reste inchangé, trois sénateurs sont à élire et cinq candidats doivent être présentés sur la liste pour qu'elle soit validée. Chaque liste de candidats est obligatoirement paritaire et alterne entre les hommes et les femmes. Plusieurs listes sont déposées dans le département. Elles sont présentées ici dans l'ordre de leur dépôt à la préfecture et comportent l'intitulé figurant aux dossiers de candidature.

### Europe Écologie Les Verts
| N° | Candidats | Candidats                | Parti | Principales fonctions                           |
| -- | --------- | ------------------------ | ----- | ----------------------------------------------- |
| 01 |           | Christophe Regard        | EÉLV  | Conseiller municipal de Chalon-sur-Saône        |
| 02 |           | Carole Bonin             | EÉLV  |                                                 |
| 03 |           | Gabriel Siméon           | EÉLV  | Conseiller municipal de Mâcon                   |
|    |           |                          |       |                                                 |
| 04 |           | Edwige Guillot-Bazerolle | EÉLV  |                                                 |
| 05 |           | Jean-François Gueidan    | EÉLV  | Conseiller municipal de Saint-Nizier-sur-Arroux |

### Parti socialiste
| N° | Candidats | Candidats         | Parti | Principales fonctions                                  |
| -- | --------- | ----------------- | ----- | ------------------------------------------------------ |
| 01 |           | Jérôme Durain     | PS    | Sénateur sortant, conseiller régional                  |
| 02 |           | Paulette Matray   | DVG   | Maire de Marigny                                       |
| 03 |           | Fabrice Voillot   | PS    | Maire de Charbonnat                                    |
|    |           |                   |       |                                                        |
| 04 |           | Élizabeth Lemonon | PS    | Conseillère départementale, adjointe au maire de Cluny |
| 05 |           | Philippe Page     | PS    | Maire de Dampierre-en-Bresse                           |

### Divers centre
| N° | Candidats | Candidats              | Parti | Principales fonctions                                      |
| -- | --------- | ---------------------- | ----- | ---------------------------------------------------------- |
| 01 |           | Jean Piret             | LREM  |                                                            |
| 02 |           | Marie-Françoise Couzon | LREM  | Maire de Clux-Villeneuve                                   |
| 03 |           | Daniel Cristel         | LREM  | Maire de Saint-Désert                                      |
|    |           |                        |       |                                                            |
| 04 |           | Francette Gybels       | LREM  | Conseillère municipale à Autun                             |
| 05 |           | Jérémy Decerle         | LREM  | Député européen, conseiller municipal de Chevagny-sur-Guye |

### Les Républicains
| N° | Candidats | Candidats          | Parti | Principales fonctions                   |
| -- | --------- | ------------------ | ----- | --------------------------------------- |
| 01 |           | Éric Michoux       | LR    | Maire d'Épervans                        |
| 02 |           | Stéphanie Dumoulin | LR    | Maire de Chauffailles                   |
| 03 |           | Vincent Faguet     | LR    | Maire de Senozan                        |
|    |           |                    |       |                                         |
| 04 |           | Josiane Bérard     | LR    | Adjointe au maire de Montceau-les-Mines |
| 05 |           | Rémy Gay           | LR    | Maire de Pourlans                       |

### Les Républicains (2)
| N° | Candidats | Candidats        | Parti | Principales fonctions                                           |
| -- | --------- | ---------------- | ----- | --------------------------------------------------------------- |
| 01 |           | Marie Mercier    | LR    | Sénatrice sortante, conseillère municipale de Châtenoy-le-Royal |
| 02 |           | Fabien Genet     | LR    | Conseiller départemental, maire de Digoin                       |
| 03 |           | Françoise Duriau | LR    | Maire de Lucenay-l'Évêque                                       |
|    |           |                  |       |                                                                 |
| 04 |           | Hervé Reynaud    | LR    | Conseiller départemental, adjoint au maire de Mâcon             |
| 05 |           | Aline Gruet      | LR    | Conseillère départementale, maire de Pierre-de-Bresse           |

### Rassemblement national
| N° | Candidats | Candidats         | Parti | Principales fonctions |
| -- | --------- | ----------------- | ----- | --------------------- |
| 01 |           | Arnaud Sanvert    | RN    |                       |
| 02 |           | Corinne Langlasse | RN    |                       |
| 03 |           | Quentin Bijard    | RN    |                       |
|    |           |                   |       |                       |
| 04 |           | Ghislaine Fraisse | RN    |                       |
| 05 |           | Edouard Pimet     | RN    |                       |

## Résultats
| Tête de liste                                                                             | Tête de liste            | Liste                     | Voix  | %     | Sièges |  |
| ----------------------------------------------------------------------------------------- | ------------------------ | ------------------------- | ----- | ----- | ------ |  |
|                                                                                           | Marie Mercier            | Divers droite (LR)        | 665   | 40,50 | 2      |  |
| Ensemble pour la Saône-et-Loire                                                           |                          |                           | 665   | 40,50 | 2      |  |
|                                                                                           | Jérôme Durain            | Divers gauche (PS)        | 499   | 30,39 | 1      |  |
| Saône-et-Loire, liste pour des territoires solidaires                                     |                          |                           | 499   | 30,39 | 1      |  |
|                                                                                           | Éric Michoux             | Divers droite (LR)        | 269   | 16,38 | 0      |  |
| Saône et Loire territoire d'avenir                                                        |                          |                           | 269   | 16,38 | 0      |  |
|                                                                                           | Jean Piret               | Divers centre (LREM)      | 107   | 6,52  | 0      |  |
| Ensemble                                                                                  |                          |                           | 107   | 6,52  | 0      |  |
|                                                                                           | Christophe Regard        | Europe Écologie Les Verts | 75    | 4,57  | 0      |  |
| Écologie et Territoire                                                                    |                          |                           | 75    | 4,57  | 0      |  |
|                                                                                           | Arnaud Sanvert           | Rassemblement national    | 27    | 1,64  | 0      |  |
| Liste localiste présentée par le Rassemblement national pour le rééquilibrage territorial |                          |                           | 27    | 1,64  | 0      |  |
|                                                                                           |                          |                           |       |       |        |  |
| Votes valides                                                                             | Votes valides            | Votes valides             | 1 642 | 97,85 |        |  |
| Votes blancs                                                                              | Votes blancs             | Votes blancs              | 17    | 1,01  |        |  |
| Votes nuls                                                                                | Votes nuls               | Votes nuls                | 19    | 1,13  |        |  |
| Total                                                                                     | Total                    | Total                     | 1 678 | 100   | 3      |  |
| Abstention                                                                                | Abstention               | Abstention                | 9     | 0,53  |        |  |
| Inscrits / participation                                                                  | Inscrits / participation | Inscrits / participation  | 1 687 | 99,47 |        |  |